# This Used to Be My Playground
"This Used to Be My Playground" là một bài hát của nghệ sĩ thu âm người Mỹ Madonna nằm trong bộ phim A League of Their Own, trong đó Madonna thủ vai chính cùng Tom Hanks, Geena Davis và Rosie O'Donnell. Mặc dù xuất hiện trong phần kết của bộ phim, nó đã không xuất hiện trong album nhạc phim mà chỉ được phát hành như là một đĩa đơn độc lập vào ngày 16 tháng 6 năm 1992 bởi Warner Bros. Records. Bài hát sau này đã được album cổ động cho thế vận hội Olympic Barcelona Gold, phát hành vào mùa hè năm đó. Nó cũng xuất hiện trong tuyển tập ballad của Madonna, Something to Remember (1995). Được viết lời và sản xuất bởi Madonna và Shep Pettibone, "This Used to Be My Playground" được thu âm trong giai đoạn cuối của quá trình thực hiện album phòng thu thứ năm của cô, Erotica (1992).
Bài hát nhận được những phản ứng tích cực từ các nhà phê bình âm nhạc, trong đó họ ghi nhận nó như là một sự bổ sung thiết yếu cho sự nghiệp của Madonna. Về mặt thương mại, nó đứng đầu các bảng xếp hạng ở Canada, Phần Lan, Ý và Thụy Điển, cũng như lọt vào top 10 ở nhiều thị trường khác như Úc, Bỉ, Pháp, Đức, Ireland, Hà Lan, Na Uy, Tây Ban Nha, Thụy Sĩ và Vương quốc Anh. Tại Hoa Kỳ, bài hát đạt vị trí quán quân trên bảng xếp hạng Billboard Hot 100 trong một tuần, trở thành đĩa đơn quán quân thứ mười của nữ ca sĩ tại đây, đồng thời giúp cô vượt qua Whitney Houston để trở thành nữ nghệ sĩ có số lượng đĩa đơn quán quân nhiều nhất lúc bấy giờ.
Năm 1992, "This Used to Be My Playground" nhận được một đề cử giải Quả cầu vàng ở hạng mục Bài hát gốc xuất sắc nhất. Mặc dù gặt hái nhiều thành công to lớn về mặt chuyên môn lẫn thương mại, Madonna chưa từng biểu diễn nó trong bất kỳ chuyến lưu diễn nào của mình, hoặc đưa vào những album tuyển tập của cô là GHV2 (2001) và Celebration (2009). Video ca nhạc của bài hát được đạo diễn bởi Alek Keshishian, trong đó miêu tả một người đàn ông đang xem một album ảnh, và Madonna hát trong nhiều bối cảnh khác nhau thông qua những hình ảnh trong album.

## Phiên bản chính thức
1. Phiên bản album - 4:42
2. Phiên bản đĩa đơn - 5:06
3. Phiên bản video - 4:58
4. Phiên bản dài - 6:03
5. Phiên bản phim (không có hiệu ứng âm thanh) - 6:56
6. Phiên bản phim (có hiệu ứng âm thanh) - 6:42
7. Nhạc khí - 6:54

## Danh sách bài hát
Đĩa đơn cassette, đĩa 7", 3" CD tại Nhật
1. "This Used To Be My Playground" (bản đĩa đơn)
2. "This Used To Be My Playground" (bản dài)

Đĩa CD, 12" tại châu Âu
1. "This Used To Be My Playground" (bản đĩa đơn) - 5:06
2. "This Used To Be My Playground" (bản không lời) - 6:54
3. "This Used To Be My Playground" (bản dài) - 6:03

## Xếp hạng
| Bảng xếp hạng (1992)                  | - Vị trí - cao nhất |
| ------------------------------------- | ------------------- |
| Úc (ARIA)                             | 9                   |
| Áo (Ö3 Austria Top 40)                | 11                  |
| Bỉ (Ultratop 50 Flanders)             | 6                   |
| Canada Top Singles (RPM)              | 1                   |
| Canada Adult Contemporary (RPM)       | 2                   |
| Châu Âu (Eurochart Hot 100 Singles)   | 2                   |
| Phần Lan (Suomen virallinen lista)    | 1                   |
| Pháp (SNEP)                           | 7                   |
| Đức (Official German Charts)          | 6                   |
| Ireland (IRMA)                        | 2                   |
| Ý (FIMI)                              | 1                   |
| Hà Lan (Dutch Top 40)                 | 8                   |
| Hà Lan (Single Top 100)               | 7                   |
| New Zealand (Recorded Music NZ)       | 14                  |
| Na Uy (VG-lista)                      | 3                   |
| Tây Ban Nha (PROMUSICAE)              | 6                   |
| Thụy Điển (Sverigetopplistan)         | 1                   |
| Thụy Sĩ (Schweizer Hitparade)         | 6                   |
| Anh Quốc (OCC)                        | 3                   |
| Hoa Kỳ Billboard Hot 100              | 1                   |
| Hoa Kỳ Adult Contemporary (Billboard) | 4                   |

| Bảng xếp hạng (1992)                 | Vị trí |
| ------------------------------------ | ------ |
| Australia (ARIA)                     | 45     |
| Belgium (Ultratop 50 Flanders)       | 38     |
| Canada Top Singles (RPM)             | 8      |
| Canada Adult Contemporary (RPM)      | 8      |
| Germany (Media Control Charts)       | 35     |
| Italy (FIMI)                         | 5      |
| Netherlands (Dutch Top 40)           | 64     |
| Netherlands (Single Top 100)         | 43     |
| Norway Summer Period (VG-lista)      | 4      |
| Switzerland (Schweizer Hitparade)    | 15     |
| UK Singles (Official Charts Company) | 42     |
| US Billboard Hot 100                 | 21     |
| US Adult Contemporary (Billboard)    | 33     |

## Chứng nhận
| Quốc gia                                  | Chứng nhận | Số đơn vị/doanh số chứng nhận |
| ----------------------------------------- | ---------- | ----------------------------- |
| Anh Quốc (BPI)                            | Bạc        | 275,000                       |
| Hoa Kỳ (RIAA)                             | Vàng       | 500.000^                      |
| ^ Chứng nhận dựa theo doanh số nhập hàng. |            |                               |